# عبدالرحیم سلیمانی
عبدالرحیم سلیمانی اردستانی (متولد ۱۳۳۸) پژوهشگر ادیان، استاد دانشگاه مفید و عضو مجمع مدرسین و محققین حوزه علمیه قم است.
او در جریان اعتراضات پس از انتخابات ریاست جمهوری در سال ۱۳۸۸ مدتی بازداشت شد.

## آثار
- درسنامه ادیان ابراهیمی، عبدالرحیم سلیمانی اردستانی، ناشر: کتاب طه - ۱۳۹۵
- مسیحیت: ویراست جدید، عبدالرحیم سلیمانی اردستانی، ناشر: مؤسسه فرهنگی طه - ۱۳۹۵
- کتاب مقدس: ویراست جدید، عبدالرحیم سلیمانی اردستانی، ناشر: مؤسسه فرهنگی طه - ۱۳۹۵
- ادیان ابتدایی و خاموش، عبدالرحیم سلیمانی اردستانی، ناشر: مؤسسه فرهنگی طه - ۱۳۹۴
- ادیان زنده جهان (غیر از اسلام)، عبدالرحیم سلیمانی اردستانی، ناشر: مؤسسه فرهنگی طه - ۱۳۹۴
- درآمدی بر الاهیات تطبیقی اسلام و مسیحیت، عبدالرحیم سلیمانی اردستانی، ناشر: کتاب طه - ۱۳۹۳
- اسطوره تجسد خدا، جان هیک، عبدالرحیم سلیمانی اردستانی (مترجم)، محمدحسن محمدی مظفر (مترجم)، ناشر: مرکز مطالعات و تحقیقات ادیان و مذاهب - ۱۳۹۰
- سرشت انسان در اسلام و مسیحیت (با تکیه بر قرآن و عهدین)، عبدالرحیم سلیمانی اردستانی، ناشر: دانشگاه ادیان و مذاهب - ۱۳۸۹
- فلسفه در مسیحیت باستان، کریستفر استید، عبدالرحیم سلیمانی اردستانی (مترجم)، ناشر: حوزه علمیه قم، مرکز مطالعات و تحقیقات ادیان و مذاهب - ۱۳۸۷
- درآمدی به الاهیات نظام مند، ولفهارت پانن برگ، عبدالرحیم سلیمانی اردستانی (مترجم)، ناشر: حوزه علمیه قم، مرکز مطالعات و تحقیقات ادیان و مذاهب - ۱۳۸۶
- کتاب مقدس، عبدالرحیم سلیمانی اردستانی، ناشر: آیت عشق - ۱۳۸۵
- یهودیت، عبدالرحیم سلیمانی اردستانی، ناشر: آیت عشق - ۱۳۸۵
- مسیحیت و بدعتها، جوآن اگریدی، عبدالرحیم سلیمانی اردستانی (مترجم)، ناشر: کتاب طه (وابسته به مؤسسه فرهنگی طه) - ۱۳۸۴
- دین و خودفرمانروایی انسان (درآمدی به مسئله دین و حقوق بشر)/ عبدالرحیم سلیمانی. - ناشر: دانشگاه مفید، ۱۴۰۰.